# 하마단주

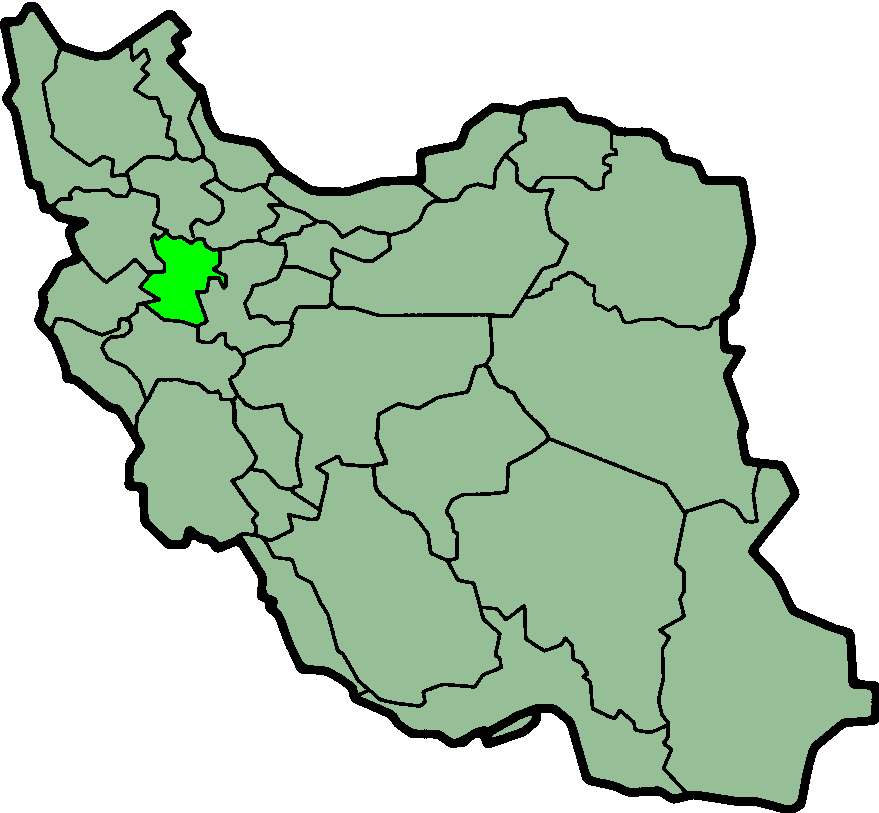
하마단주

하마단주(페르시아어: استان همدان)는 이란을 구성하는 30개 주 가운데 하나로, 주도는 하마단이며 면적은 19,368km2, 인구는 1,703,267명(2006년 기준)이다.
하마단주의 도시로 토이세르칸, 나하반드, 말라이예르, 아사드아바드, 바하르, 라잔, 카부드라항이 있다.